# Ольгинская улица (Киев)
О́льгинская у́лица (укр. О́льгинська ву́лиця) — улица в Печерском районе города Киева, местность Липки. Пролегает от Институтской улицы до улицы Архитектора Городецкого и площади Ивана Франко.

## История
Улица возникла в конце XIX века в связи с распланировкой и застройкой бывшего сада и усадьбы Фридриха Меринга, профессора частной терапии Киевского Императорского университета святого Владимира, как одна из новопроложенных улиц, под таким же названием в честь Киевской княгини Ольги. С 1938 года — улица Маяковского, историческое название было возвращено улице в 1984 году.

## Застройка
Историческая застройка улицы была почти полностью уничтожена взрывами осенью 1941 года. Сохранилось лишь два дома — угловой с площадью Ивана Франко, дом № 2, и угловой с улицей Архитектора Городецкого, дом № 1/17.